# Pushkar
Pushkar è una suddivisione dell'India, classificata come municipality, di 14.789 abitanti, situata nel distretto di Ajmer, nello stato federato del Rajasthan. In base al numero di abitanti la città rientra nella classe IV (da 10.000 a 19.999 persone).

## Geografia fisica
La città è situata a 26° 30' 0 N e 74° 32' 60 E e ha un'altitudine di 509 m s.l.m..

## Società

### Evoluzione demografica
Al censimento del 2001 la popolazione di Pushkar assommava a 14.789 persone, delle quali 7.952 maschi e 6.837 femmine. I bambini di età inferiore o uguale ai sei anni assommavano a 2.130, dei quali 1.152 maschi e 978 femmine. Infine, coloro che erano in grado di saper almeno leggere e scrivere erano 10.250, dei quali 6.142 maschi e 4.108 femmine.

## Storia
Pushkar è una delle più antiche città dell'India. La data della fondazione della città è tuttora sconosciuta.

## Curiosità
In Pushkar si trovava il negozio di Baba Sen, conosciuto come "il barbiere cosmico" (lett. the cosmic barber) diventato piuttosto famoso su YouTube per il trattamento particolare riservato ai suoi clienti. Baba è morto per attacco cardiaco la mattina del 19 ottobre 2018.